# شون اوبو
شون اوبو (انگلیسی: Shun Obu؛ زادهٔ ۲۴ نوامبر ۱۹۹۲) بازیکن فوتبال اهل ژاپن است.
از باشگاه‌هایی که در آن بازی کرده‌است می‌توان به باشگاه فوتبال ناگویا گرامپوس اشاره کرد.